# Phaneresthes flavosignata
Phaneresthes flavosignata är en skalbaggsart som beskrevs av Moser 1904. Phaneresthes flavosignata ingår i släktet Phaneresthes och familjen Cetoniidae. Inga underarter finns listade i Catalogue of Life.